# Gabrielle Hipp Marchidan
Gabrielle Hipp Marchidan[uttal saknas], född 17 augusti 1997 i Eskilstuna, är en svensk biolog och författare. Hipp Marchidan har även bott i Norrköping och utbildat sig till djurvårdare i djurpark på Himmelstalundsgymnasiet.
År 2020 debuterade hon med Världens världar, en barnbok för läsåldern 9–12 år i genren fantasy och magisk realism. Världens världar är utgiven av Visto förlag. Året därpå utkom Alla vägar bär till sanningen, också på Visto förlag.